# Second empire colonial français
Pour les articles homonymes, voir Empire colonial.
Pour un article plus général, voir Empire colonial français.
1815 – 1946/1980

Entités précédentes :
- Premier espace colonial (1534 - 1815)

Entités suivantes :
- Union française (1946 - 1958).

Le second empire colonial français est l'ensemble des colonies de l'empire colonial français, possédé et administré par la France à partir de 1815, puis essentiellement structuré sous la Troisième République.
Le second empire colonial français est également appelé Empire colonial français contemporain (ayant été érigé à l'époque contemporaine), ou encore second espace colonial français.

## Avant 1815
Après la défaite de la France lors de la guerre de Sept Ans, tous les établissements et comptoirs en Afrique noire, à l’exception de l'île de Gorée au Sénégal, sont cédés lors du traité de Paris en 1763. L'Empire britannique profite largement de cette victoire. Une partie sera toutefois récupérée quelques années plus tard, à la faveur du traité de Versailles en 1783.
En 1803, Napoléon Ier vend la Louisiane, restituée l'année précédente par l'Espagne, aux États-Unis. En 1804, la France perd sa plus riche colonie Saint-Domingue qui devient indépendante sous le nom d'Haïti. Après la chute du Premier Empire, la France n'a dès lors plus de vastes territoires coloniaux, ne conservant que quelques comptoirs : les établissements français de l'Inde, Gorée, quelques îles des Antilles (Guadeloupe, Martinique, Saint-Martin…), La Réunion dans l'océan Indien, ainsi que la Guyane et Saint-Pierre-et-Miquelon.

## De 1815 à 1848: Restauration, monarchie de Juillet

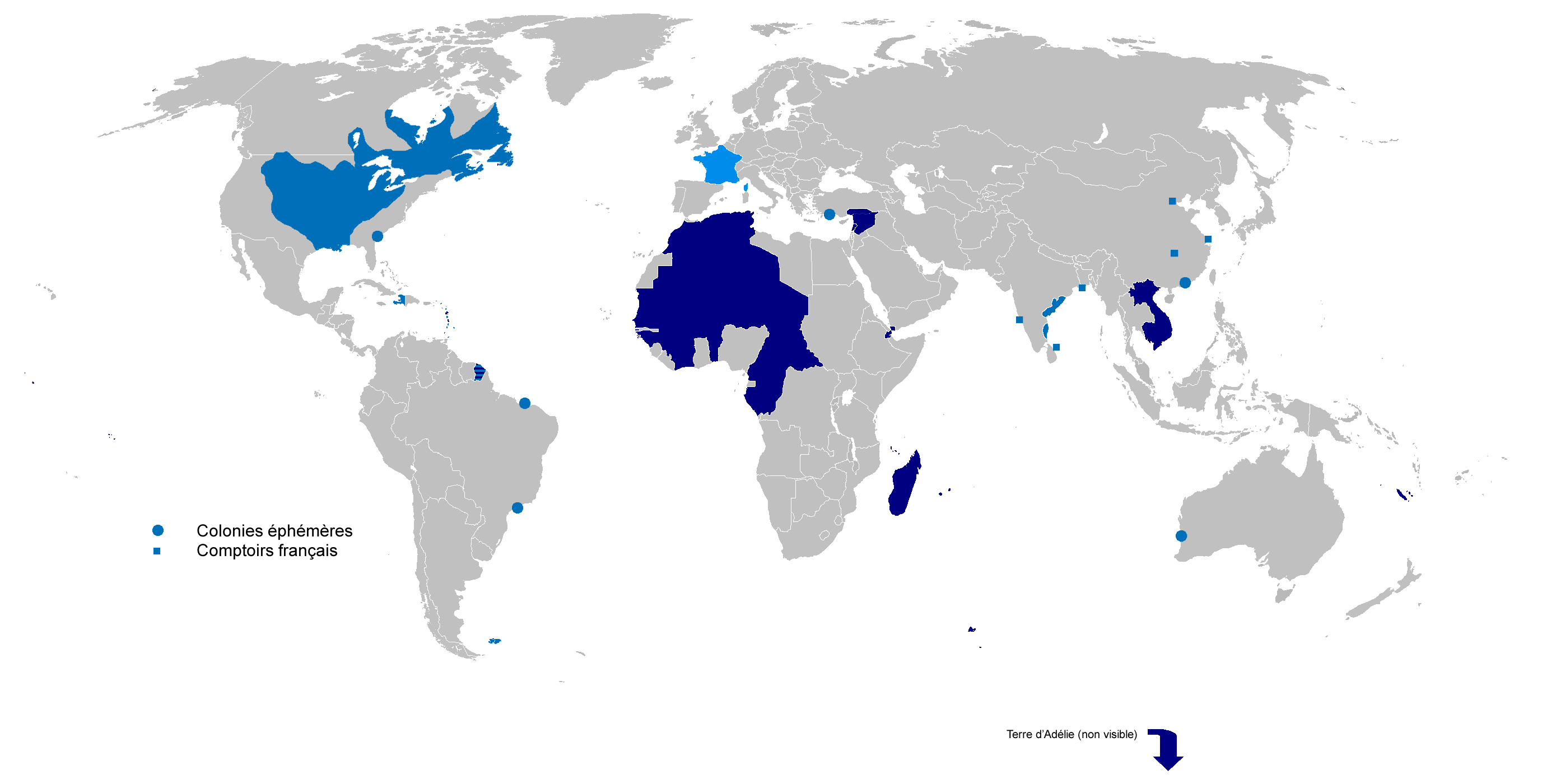
Empire colonial : carte indiquant le second espace colonial français en bleu foncé (le premier espace colonial et la métropole étant en bleu clair).

Cette période est marquée par le début de la conquête de l'Algérie lancée par le roi Charles X en 1830 dans le but de reconstruire un « empire colonial », mais aussi annonciatrice d’une politique d’expansion impérialiste qui s’étend par la suite en Afrique noire par les implantations militaires ou commerciales dans le golfe de Guinée en 1838-1842. Dans l'océan Indien, une première implantation à Madagascar a lieu en 1839 et l'île de Mayotte, aux Comores, devient protectorat français dès 1841.
La France s'intéressera également très tôt aux îles du Pacifique puisqu'un autre traité de protectorat sera signé avec le royaume de Tahiti en 1843, après l'annexion des îles Marquises l'année précédente.

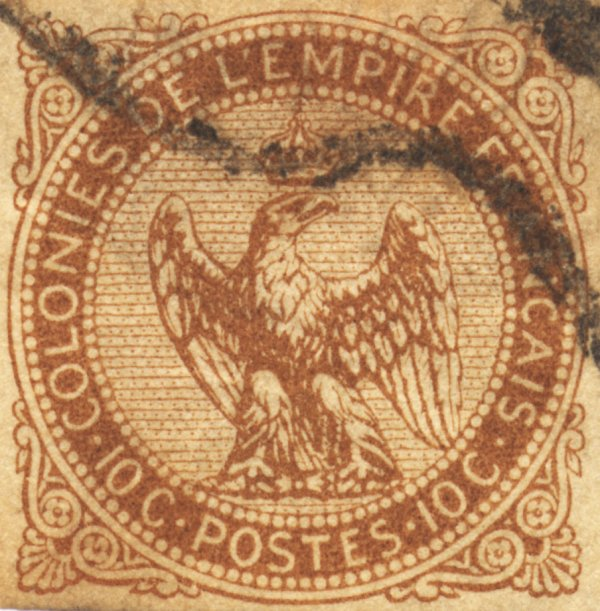
Timbre-poste au type Aigle en usage dans les colonies françaises de 1859 à 1865.

## De 1848 à 1852: Deuxième République
En 1848, la Seconde République abolit de nouveau l'esclavage (décret d'abolition de l'esclavage du 27 avril 1848) et ré-assimila ces territoires à la métropole avec comme conséquence l'arrivée à Paris de députés des colonies (onze députés en 1849). Un décret du 2 juin 1848 crée les départements français d'Algérie.

## De 1852 à 1870: Second Empire

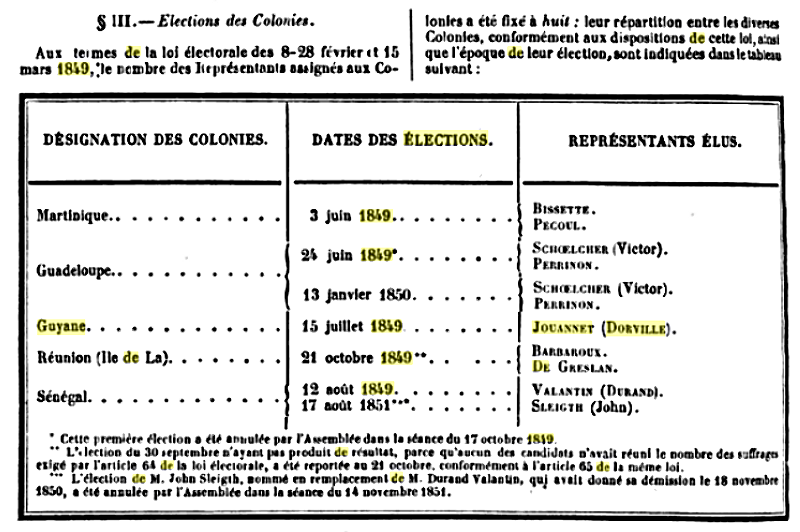
Les représentants élus par la Martinique, la Guadeloupe, la Guyane, l'Ile de la Réunion et le Sénégal en 1849.

La politique coloniale du Second Empire (1852-1870) porte l'empreinte de Napoléon III et de son ministre français de la Marine et des Colonies Chasseloup-Laubat. Ce dernier entreprend, sous les ordres de l'Empereur, une modernisation de la marine de guerre française (cuirassés à hélices) qui doit permettre d'améliorer la capacité d'intervention des troupes coloniales. La superficie du domaine outre-mer triple durant cette période jusqu'à atteindre un million de km² pour cinq millions d'habitants.
Le Second Empire rompt à nouveau l'assimilation au nom de l'autonomie nécessaire de ces contrées (particulièrement au niveau douanier). Le Second Empire en lançant une nouvelle série de conquêtes coloniales en Asie et en Afrique Noire redynamisa ces territoires dont les populations jouèrent un rôle central dans la conquête et l'administration du Second espace colonial français.
Chronologiquement, l'annexion définitive de la Nouvelle-Calédonie en 1853 constitue la première action coloniale de l'Empereur. En Afrique, il nomme Faidherbe au poste de gouverneur du Sénégal. S'ensuivront la fondation du port de Dakar et la création du corps des tirailleurs sénégalais. L'implantation du comptoir des Rivières du Sud en 1859, puis l'acquisition de la côte du Gabon en 1862 sont les principales étapes de la pénétration française en Afrique de l'Ouest.
En Afrique de l'Est, Napoléon III signe en 1862 un traité de commerce avec Madagascar où s'installe un consulat de France. La politique impériale vise principalement de ce côté de l'Afrique à contrer l'influence britannique. La France occupe le petit territoire d'Obock, à côté de la ville de Djibouti, sur le golfe de Tadjourah ; ce sera le premier point d'ancrage français dans la région. Au Maghreb, il renforce la présence des conseillers militaires français dans l'armée tunisienne.
Le Second Empire étend le domaine français en Algérie et entreprend la conquête de la Cochinchine (Cochinchine française colonisée en 1862 et Cambodge mis sous protectorat l'année suivante), de la Nouvelle-Calédonie, de nombreuses îles dans le Pacifique (aujourd'hui en Polynésie française) et du Sénégal.

## De 1870 à 1940: Troisième République

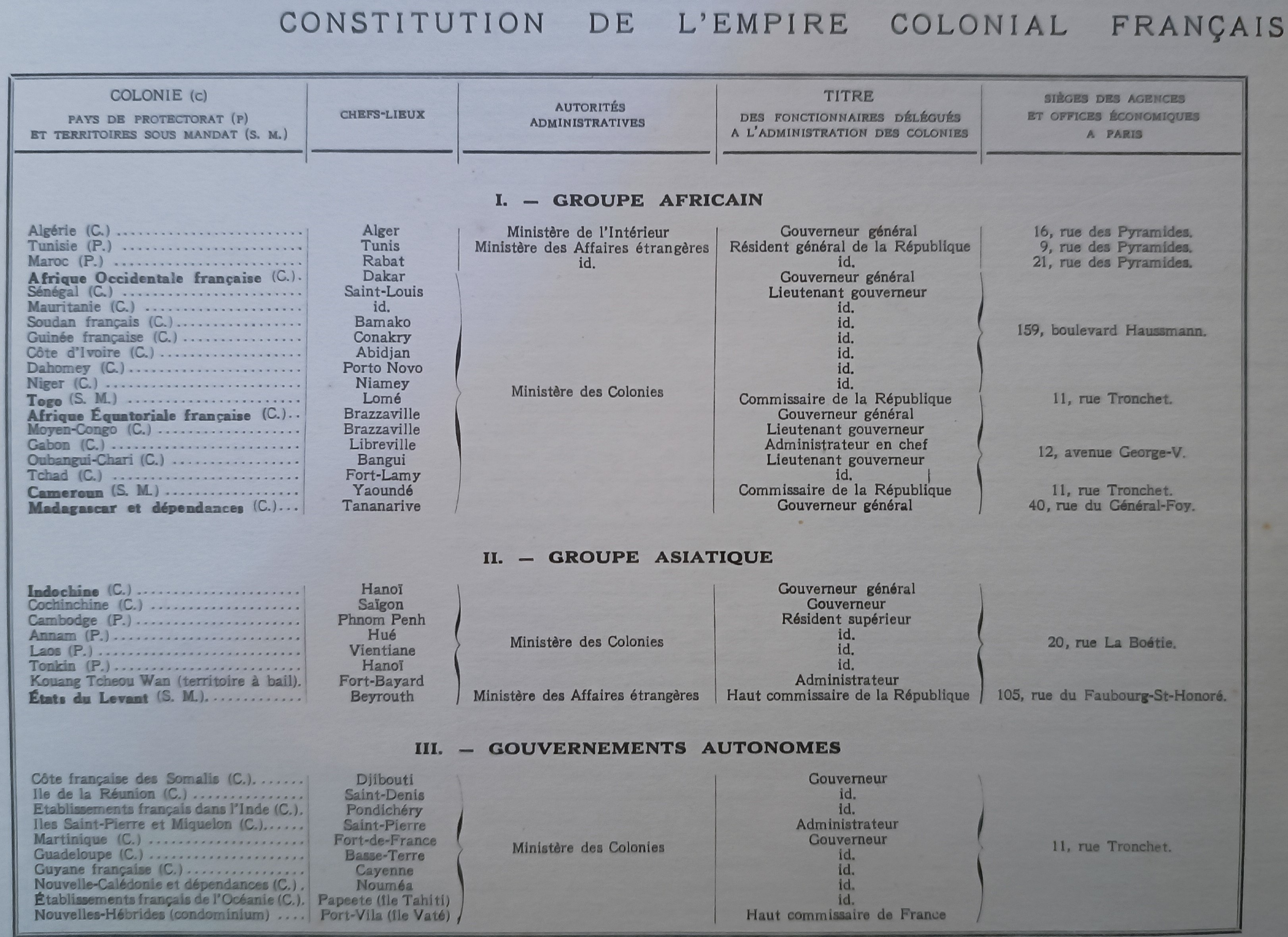
Constitution de l'empire colonial français (1930).

### De 1870 à 1914
Après 1870, les vieilles colonies (colonies issues du premier espace colonial français) envoient à nouveau des députés en métropole et sont favorisées par rapport aux nouvelles possessions du fait que leurs ressortissants se voient reconnaître la qualité de citoyen français. Ce droit sera étendu à l'ensemble des habitants de l'empire à la suite de la Conférence de Brazzaville (1944) dont les travaux préliminaires avaient été réalisés par le gouverneur de l'Afrique-Équatoriale française (AEF) Félix Éboué.
La conquête d'Alger en 1830 représente un premier pas vers un renouveau de l'empire colonial français, mais la conquête coloniale est surtout le fait de la Troisième République. En 1884, la conférence de Berlin organise le partage de l'Afrique entre les puissances européennes ; Jules Ferry est alors président du conseil français. Cette volonté, mettant la France en concurrence avec le Royaume-Uni, aide au rapprochement du pays avec la Russie. Cependant, durant cette période l'ennemi fut toujours l'Allemagne, d'autant que cet empire devient également un concurrent dans l'expansion coloniale lorsqu'il commence à réclamer sa « place au soleil » après l'arrivée au pouvoir de Guillaume II et l'éviction du chancelier Bismarck.

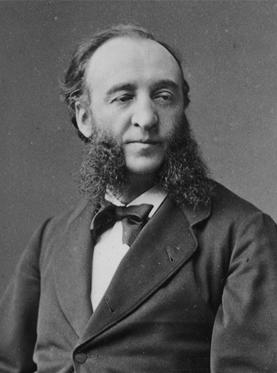
Jules Ferry.

Au début de la Troisième République, la question coloniale est en apparence occultée dans le débat public. Les forces vives de la nation regardent vers la ligne bleue des Vosges. L'idée coloniale est surtout relancée par quelques militaires, explorateurs, médecins ou géographes tel que Pierre Savorgnan de Brazza, soutenus par des hommes politiques comme Jules Ferry, Léon Gambetta ou le député oranais Eugène Étienne.

#### Jules Ferry et le Tonkin

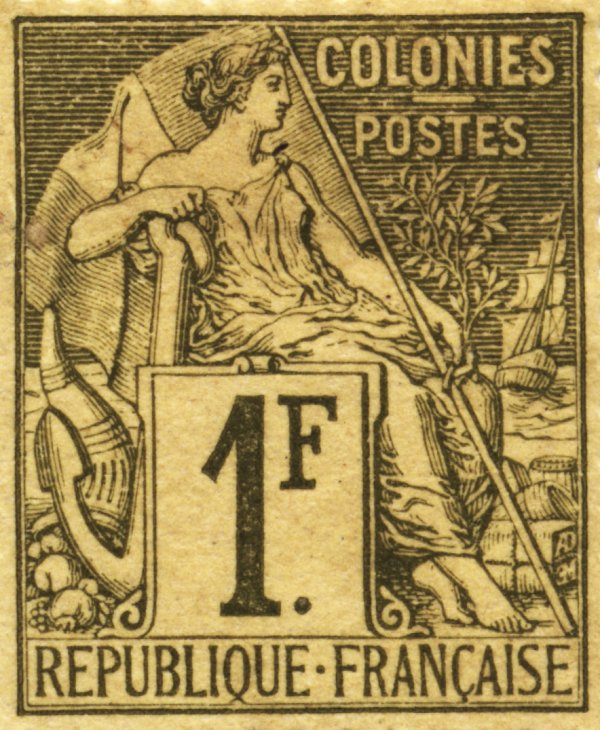
Timbre-poste dessiné par Alphée Dubois en usage dans les colonies françaises (1881).

À partir de 1878, un important mouvement d'expansion impérialiste se développe, lancé par le Britannique Benjamin Disraeli. En France, cette politique est défendue par Jules Ferry, qui profite de la bienveillance intéressée de Bismarck. Le chancelier allemand voit dans cette ambition coloniale un palliatif pour l'honneur national français et une source de dépenses difficilement valorisables, propres à affaiblir la France face à une Allemagne forte. Ainsi la Tunisie endettée devient en 1881 un protectorat français grâce au traité du Bardo. L'expansion s'effectue aussi en Afrique noire à partir du Sénégal et du Congo. En revanche, l'Égypte passe entre les mains des Britanniques malgré l'influence française due au percement du canal de Suez.
Soutenu par les militaires et les missionnaires mais contesté par les nationalistes et les radicaux de Georges Clemenceau, Jules Ferry a moins de facilités à obtenir les crédits nécessaires pour la colonisation de la péninsule indochinoise. L'épisode de la retraite de Lang Son, un revers mineur subi par les troupes françaises, provoque une grave crise politique - l'« affaire du Tonkin » qui conduit en 1885 à la démission de Ferry. Néanmoins, la France parvient à évincer la Chine du Vietnam avec le traité de Tien-Tsin, signé le 9 juin 1885, et à passer le Tonkin et l'Annam sous son protectorat, malgré la résistance du Cần Vương. La IIIe République regroupera par la suite en 1887 la colonie de Cochinchine et les protectorats du Tonkin, d'Annam, du Laos et du Cambodge dans l'Union indochinoise.

#### Nouvelle doctrine coloniale
À partir de la fin des années 1880, l'idée coloniale commence à s'imposer. En 1892 se crée un Parti colonial qui encourage la création de plusieurs groupes de pression. En 1889, apparaît l'École coloniale chargée de former les administrateurs d'outre-mer. En 1900, le domaine colonial français est le deuxième plus grand d'Europe après celui du Royaume-Uni. Les radicaux et les nationalistes comme Maurice Barrès se rallient à l'idée d'expansion coloniale.

#### L'expédition de Madagascar
Faisant suite à l'accord franco-britannique du 5 août 1890, les Français envoient en décembre 1894 21 000 hommes (dont 7 000 convoyeurs indigènes) dans une campagne de conquête de l'île de Madagascar. Les troupes expéditionnaires, dirigées par le général Duchesne, débarquent à Majunga en mars 1895. Le royaume Hova de Madagascar est alors potentiellement défendu par une armée de 35 000 hommes, mais ils n'opposeront qu'une résistance sporadique, occasionnant à peine 20 morts du côté français. Cependant, d'importantes difficultés logistiques ralentissent l'expédition qui n'atteint Tananarive, la capitale, que le 1er octobre. Mal acclimatés, 5 736 hommes des troupes expéditionnaires sont décimés par le paludisme et la fièvre typhoïde.

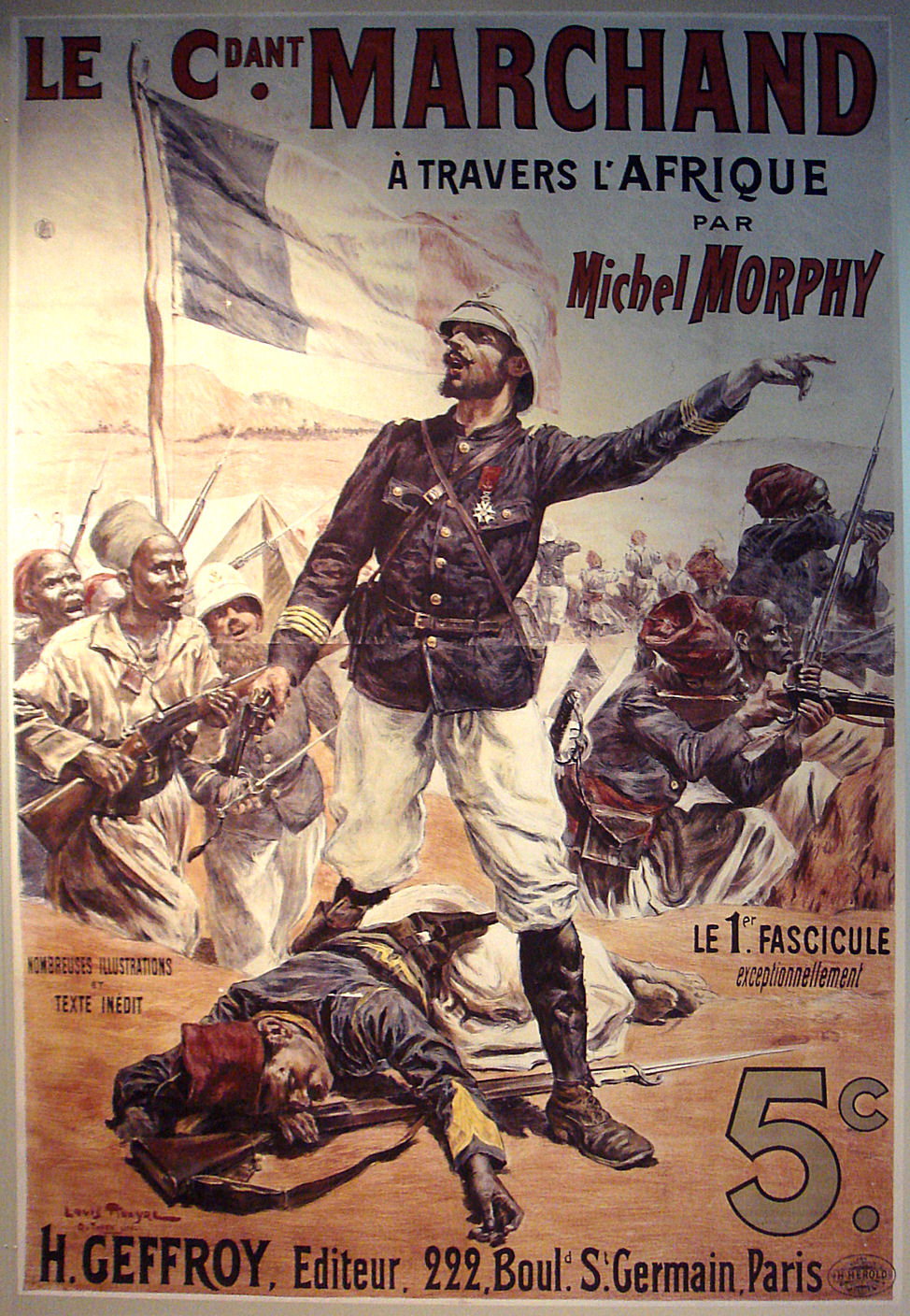
Publication populaire d'époque relatant l'expédition Marchand à travers l'Afrique.

#### La reculade de Fachoda
Les visées coloniales de la France et du Royaume-Uni sur le continent africain doivent inévitablement déboucher sur un conflit. La situation se présente le 18 septembre 1898 dans la ville égyptienne de Fachoda. L'expédition française du capitaine Marchand, installée depuis trois mois, voit arriver l'armée de Lord Kitchener. Paris reçoit aussitôt un ultimatum de Londres lui intimant de faire se retirer la colonne Marchand. L'opinion publique française, au nationalisme exacerbé par l'affaire Dreyfus, appelle à en découdre avec l'ennemi héréditaire, mais le rapport de force est trop inégal et la France, revancharde envers l'Allemagne, ne peut se permettre de défier le Royaume-Uni. Le 10 novembre, l'ordre est donné à Marchand de se retirer et d'abandonner la vallée du Nil aux Britanniques.
Les historiens considèrent généralement que cette affaire permit le rapprochement politique de la France et du Royaume-Uni, qui aboutit à l'Entente cordiale le 8 avril 1904.

#### L'incident d'Agadir
Le 1er juillet 1911, l'empire allemand dépêche une canonnière à Agadir pour signifier aux Français son désaccord concernant le traité d'Algésiras de 1906. L'Allemagne conteste les avantages de la France sur le Maroc et souhaite une compensation. Joseph Caillaux négocie une entente franco-allemande, conservant les avantages au Maroc mais concédant une partie du Congo au Cameroun allemand. Cet accord mécontente les opinions et Caillaux est limogé et remplacé par Raymond Poincaré. Celui-ci se montre plus ferme vis-à-vis de l'Allemagne et resserre les liens avec la Russie et le Royaume-Uni.

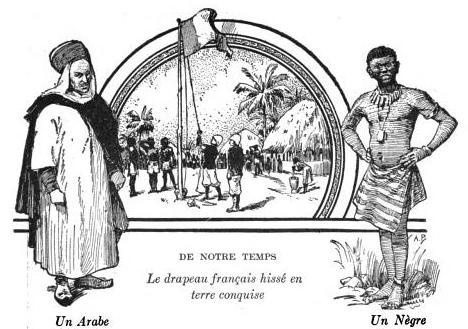
Gravure en entête du chapitre Les conquêtes de la France, dans Histoire de France, cours élémentaire, manuel pour les écoles primaires, 1913, sous la direction d'Ernest Lavisse.

### Première Guerre mondiale
Les colonies des empires français et britannique jouent un rôle important pendant la Première Guerre mondiale, fournissant aux Alliés des soldats, de la main-d’œuvre et des matières premières. L'effort de guerre se traduit par l'apport de plus de 800 000 hommes dont environ 600 000 soldats et 220 000 travailleurs. Il consiste également dans la fourniture de denrées diverses : céréales, viandes, oléagineux d'Afrique du Nord et d'Afrique noire, qui font l'objet de réquisitions à partir de 1916-1917.
Au total, le nombre de tués est estimé à plus de 70 000 dont environ 36 000 Maghrébins et 30 000 « Sénégalais ». Les taux de pertes, calculés par rapport aux nombres de combattants réellement engagés, soit 450 000, sont de 16 % au total (19 % pour les Maghrébins et 23 % pour les « Sénégalais »),.

### Entre-deux-guerres
De manière directe, la France ne conquiert aucun territoire mais reçoit une partie des colonies allemandes et ottomanes à la fin de la guerre. En effet, le traité de Versailles accorde à la France des mandats de la Société des Nations sur une partie des colonies allemandes : la plus grande partie du Cameroun et du Togo. La conférence de San Remo, s'inscrivant dans la suite des accords secrets Sykes-Picot, démantèle l'Empire ottoman et place la Syrie et le Liban sous mandat français. La France occupe très brièvement la Cilicie, mais la région est reprise par les forces nationalistes de Mustafa Kemal Atatürk pendant la campagne de Cilicie.

## Seconde Guerre mondiale
Certaines colonies françaises se rallient dès l'été 1940 à la France libre.
- 1940
  - 22 juillet : ralliement des Nouvelles-Hébrides.
  - 26 août : la majorité des colonies de l'Afrique-Équatoriale française sont ralliées, notamment grâce au gouverneur Félix Éboué.
  - 25 septembre : une tentative de débarquement à Dakar est un échec ; l'Afrique-Occidentale française demeure sous contrôle vichyste.
  - 26 septembre : à la suite de l'invasion de septembre, Vichy autorise les troupes de l'empire du Japon à circuler à leur guise au Tonkin en Indochine française.
  - octobre : la Thaïlande attaque l'Indochine française.
  - 27 octobre : Charles de Gaulle crée le Conseil de défense de l'Empire.
  - 8-12 novembre : les Alliés prennent le contrôle du Gabon, parachevant le ralliement de l'AEF.
- 1941
  - juin et juillet : reconquête franco-britannique de la Syrie et du Liban sur les troupes vichystes.
  - 24 décembre : ralliement de Saint-Pierre-et-Miquelon par le vice-amiral Muselier.
- 1942
  - 19 mai : ralliement de Wallis-et-Futuna.
  - 8 novembre : débarquement anglo-américain en Algérie française et au protectorat français au Maroc ; Algérie et Maroc connaissent durant plusieurs mois une situation politique complexe ; au protectorat français de Tunisie, les combats contre Allemands et Italiens se poursuivent jusqu'en mai 1943.
  - 28 novembre : ralliement de la Réunion.
  - 14 décembre : les Britanniques remettent l'île de Madagascar aux Forces françaises libres après sa conquête menée de mai à novembre 1942.
  - 28 décembre : ralliement de Djibouti.
- 1943
  - 17 mars : ralliement de la Guyane à Giraud d'abord, à de Gaulle en avril.
  - 3 juin : formation du Comité français de libération nationale, unification des forces de Charles de Gaulle et Henri Giraud ; l'empire colonial français est entièrement dans le camp de la résistance, à l'exception de l'Indochine.
  - 14 juillet : ralliement de la Martinique.
  - 15 juillet : ralliement de la Guadeloupe.
- 1944
  - 30 janvier-8 février : conférence de Brazzaville.
- 1945
  - 9 mars : les Japonais prennent le contrôle de l'Indochine et le conservent jusqu'à leur reddition le 14 août de la même année.

## De 1945 à nos jours: la décolonisation
La Constitution de 1946 crée l'Union française, qui remplace l'empire colonial.
Par la loi du 19 mars 1946, les territoires des colonies restés français deviennent des départements et territoires d'outre-mer (DOM-TOM). Les vieilles colonies américaines restent sous souveraineté française sous le statut de Département d'outre-mer, puis département et région d'outre-mer ou de Territoire d'outre-mer puis Collectivité d'outre-mer.
Le vieux Sénégal français depuis les années 1630 fusionna avec le reste du territoire en 1945 et prit son indépendance en 1960.
L'ile de la Réunion devint un Département d'outre-mer puis un Département et région d'outre-mer. Les Établissements français de l'Inde furent quant à eux cédés à l'union indienne de facto en 1954.
La fin de l'Indochine française et l'indépendance du Royaume du Cambodge, du Royaume du Laos et du Viêt Nam (alors divisé entre État du Viêt Nam au sud et République démocratique du Viêt Nam au nord), entérinés par les accords de Genève le 21 juillet 1954 concluant la guerre d'Indochine, marquent le début de cette décolonisation.
Au Maghreb, la décolonisation est marquée par la guerre d'Algérie qui aboutira à l'indépendance du pays en application des accords d'Évian du 18 mars 1962. La France avait accordé son indépendance au Maroc le 2 mars 1956 et à la Tunisie le 20 mars de cette même année, après plusieurs manifestations indépendantistes : insurrection de Casablanca en 1953, exil de Habib Bourguiba en 1952 et de Mohammed Ben Youssef en 1953…
Malgré les atrocités et les dizaines de milliers de morts de la répression de l'Insurrection malgache de 1947 et de la guerre du Cameroun, il est généralement admis[évasif] que l'Afrique noire française a connu une décolonisation pacifique. Elle débute avec l'accession à l'indépendance de la Guinée en 1958, quand cette colonie refuse le principe de la Communauté française qui se substituait à l'Union française. En 1960, tous les pays d'Afrique noire deviennent indépendants mais conservent des liens étroits avec la France sur les plans militaire, économique et culturel, y compris des ingérences politiques et militaires de la France pour maintenir ou mettre en place dans ces pays des dirigeants favorables à ses intérêts : c'est le système de la Françafrique.
Les conservateurs français étaient désillusionnés par l'expérience coloniale après les désastres d'Indochine et d'Algérie. Ils voulaient couper tout lien avec les nombreuses colonies d'Afrique subsaharienne française. Pendant la guerre, de Gaulle avait réussi à fonder son mouvement de la France libre et les colonies africaines
À la suite des accords de Nouméa, la Nouvelle-Calédonie bénéficie d'un référendum local entre 2014 et 2018 portant sur son indépendance ou son maintien au sein de la République française.

## Chronologie générale

### Dates d'entrée des territoires dans l'empire
- 1814 : Sénégal (restitué à la France par le Traité de Paris). Alors réduit à quelques comptoirs, ses limites seront étendues par Faidherbe (1854-1864) ;
- 1830 : Algérie (trois départements : Alger, Constantine, Oran à partir de 1848) ;
- 1841 : Mayotte ;
- 1842 : Tahiti ;
- 1853 : Nouvelle-Calédonie ;
- 1862 : Cochinchine (actuel Vietnam sud) ;
- 1863 : Cambodge (sous protectorat) ;
- 1881 : Tunisie (sous protectorat) ;
- 1882 : Congo français (composé de l'actuel Gabon et de l'actuelle RDC de 1882 à 1906, puis uniquement de l'actuelle RDC sous le nom de Moyen-Congo) ;
- 1883, puis 1895 : Madagascar (sous protectorat) ;
- 1885 : Tonkin (sous protectorat) et Annam (sous protectorat) ;
- 1886 : Comores ;
- 1887 : Laos (sous protectorat) ;
- 1887 : création de l'Indochine française (Cochinchine, Cambodge, Tonkin, Annam, Laos) ;
- 1888 : port de Djibouti ;
- 1890 : Soudan français (actuel Mali) ;
- 1891 : Guinée française ;
- 1893 : Côte-d’Ivoire, Dahomey (actuel Bénin) ;
- 1895 : création de l'Afrique-Occidentale française (AOF) (Côte-d'Ivoire, Guinée, Sénégal, Soudan français puis Dahomey, Niger, Mauritanie, Haute-Volta plus le Togo, capitale Dakar) ;
- 1896 : création de la Côte française des Somalis (Somalie française, fusion d'Obock et du protectorat de la Côte des Somali, capitale Djibouti) ;
- 1900 : Niger ;
- 1900 : Tchad ;
- 1902 : Mauritanie ;
- 1905 : Sahara (Territoires du Sud - 4e territoire de l'Algérie) ;
- 1910 : création de l'Afrique-Équatoriale française (AEF) (Gabon, Moyen-Congo, Tchad et Oubangui-Chari (Centrafrique), capitale Brazzaville) ;
- 1912 : Maroc (sous protectorat) ;
- 1919 : Togo (sous mandat), Cameroun (sous mandat) ;
- 1920 : Syrie/Liban (sous mandat).

#### Ouvrages
- H. Brunschwig, Mythes et réalités de l’impérialisme colonial français — Armand Colin. 1960.
- Nicolas Bancel (dir.), Pascal Blanchard (dir.), Sandrine Lemaire (dir.) et Dominic Thomas (dir.), Histoire globale de la France coloniale, Philippe Rey, 3 novembre 2022, 864 p. (ISBN 978-2-84876-980-6, présentation en ligne)
- Pierre Singaravélou (dir.), Arthur Asseraf, Guillaume Blanc, Yala Kisukidi et Mélanie Lamotte, Colonisations : Notre histoire, Paris, Seuil, 2023, 720 p. (EAN 9782021494150, présentation en ligne)
- Abderrahmane Bouchène, Jean-Pierre Peyroulou, Ouanassa Siari Tengour et Sylvie Thénault, Histoire de l'Algérie à la période coloniale : 1830-1962, La Découverte, Barzakh, 30 août 2012, 720 p. (ISBN 9782707173263, présentation en ligne)
- Nicolas Gautier et Zilong Zhao, « La Proclamation de l'empereur Hàm Nghi », Outre-Mers, nos 420-421,‎ 2023, p. 311-325 (lire en ligne)

#### Documentaires
- Audrey Maurion et Mathieu Glissant, Vichy dans les colonies, 2023, 52 min